# Antoine-Joseph Langlumé
Pour les articles homonymes, voir Langlumé.
Antoine-Joseph Langlumé, né le 3 décembre 1801 à Paris et mort le 15 décembre 1870 aux Eaux-Vives, est un libraire-imprimeur français.

## Biographie
Fils de Jean-Robert Langlumé et Marie Louise de Gamaches, il a exercé la librairie à Paris à partir de septembre 1829 au plus tard. Breveté libraire à Paris, en succession de Claude-Auguste Saintin, il s’est associé, le 7 septembre 1830, à Jean-Pierre Peltier, avec lequel il a exercé sous la raison « Langlumé et Peltier », 11 rue du Foin-Saint-Jacques, publiant notamment des cartes géographiques. Le 29 janvier 1846, leur association a été dissoute, par acte sous seing privé, et il a continué d’exercer seul, sous la raison « J. Langlumé »,, .
Le 1er février 1860, il s’est démis de son brevet de libraire en faveur d’Alfred-Théodore Lefèvre et s’est retiré aux Eaux-Vives où il est mort.